# Johann Nepomuk Meintel
Johann Nepomuk Meintel (geb. 5. März 1816 in Horb am Neckar, gest. 14. Dezember 1872 ebd.) war ein deutscher Bildschnitzer und Maler.

## Leben
Nach dem Besuch der Volksschule absolvierte Meintel in Horb eine Lehre als Dekorationsmaler. Seit 1835 war Meintel in diesem Beruf in München tätig. Zugleich ließ er sich im Bildhaueratelier von Johann Evangelist Riedmüller (1815–1895) mit der Schnitzkunst vertraut machen. Durch Riedmüller fand Meintel Eingang in die Münchner Künstlerzirkel. Vor allem die Freundschaft mit Anselm Sickinger (1807–1873) wurde für Meintels künstlerische Entwicklung entscheidend, da Sickinger mit seinem Altarbauatelier zu den wichtigsten Vertretern der neogotischen Kirchenkunst zählte, die zu dieser Zeit eine ungeahnte Konjunktur erlebte und mit einer Fülle von Aufträgen rechnen konnte.
1840 kehrte Meintel zurück nach Horb und richtete in seinem Elternhaus in der Neckarstraße ein eigenes Atelier für christliche Kunst ein. In den ersten Jahren seiner Selbständigkeit belieferte Meintel die Werkstätten von Riedmüller und Sickinger in München mit Skulpturen. Bald erhielt Meintel jedoch auch Aufträge aus der Region, so dass er nach seiner Hochzeit ein größeres Haus ebenfalls an der Neckarstraße bezog, das den gestiegenen Raumbedarf des Ateliers abdeckte, da Meintel inzwischen auch Hilfskräfte beschäftigte. Ab der Jahrhundertmitte hatte sich Meintel mit einer Altarbauwerkstätte in Horb etabliert, und sein Atelier entwickelte sich schnell zu einer eigenen Bildhauerschule für christliche Kunst.
Da Meintels Nachlass bei einem Brand weitgehend vernichtet wurde, lässt sich der Umfang der von seiner Werkstätte realisierten Kirchenausstattungen nicht mehr im vollen Umfang ermitteln, zumal viele seiner Werke im 20. Jahrhundert verstreut und zerstört worden sind. Der Kunsthistoriker Paul Meintel war sein Enkel.

## Werke (Auswahl)
- Horb am Neckar, Kath. Liebfrauenkapelle, Flügelaltar (um 1520), Restaurierung und Ergänzung (1845)
- Nagold-Vollmaringen, Kath. Pfarrkirche St. Georg (erbaut 1845–1847), Hochaltar, zwei Seitenaltäre (1849)
- Haigerloch-Gruol, Kat. Pfarrkirche St. Clemens (erbaut 1846–1849), Hochaltar erhalten
- Rosenfeld-Heiligenzimmern, Kath. Pfarrkirche St. Patricius (erbaut 1847–1850), Innenausstattung (1853), Hochaltar erhalten
- Bad Mergentheim-Stuppach, Kath. Pfarrkirche Mariä Krönung (Grundsteinlegung 1607), hölzerner Altaraufsatz zur Aufnahme des Madonnenbilds von Matthias Grünewald und hölzerne Kanzel (1854), beide in neugotischen Formen, beide 1968 entfernt[3].
- Tauberrettersheim, Kath. Pfarrkirche St. Vitus (erbaut 1861–1869), Hochaltar erhalten
- Berkheim an der Iller, Klosterkirche Bonlanden (erbaut 1864–1866), Hochaltar, zwei Seitenaltäre (1866), zwölf Apostel, Maria Immaculata, hl. Josef, Hl. Antonius, hl. Aloysius (um 1870)
- Markelsheim, Kath. St. Margaretenkirche am Engelsberg (erbaut Ende 15. Jh.), Hochaltar, zwei Seitenaltäre (1867)